# Лижне двоборство на зимових Олімпійських іграх 1984
Змагання з лижного двоборства на зимових Олімпійських іграх 1984 відбулися 11-12 лютого. Розіграно один комплект нагород. У рамках змагань стрибки з трампліна відбулися на Олімпійських трамплінах на горі Іґман в місті Ілиджа, а лижні перегони - на Велико Поле в Іґмані (СФРЮ).

## Чемпіони та призери

### Таблиця медалей
| Місце              | Країна             | Золото | Срібло | Бронза | Загалом |
| ------------------ | ------------------ | ------ | ------ | ------ | ------- |
| 1                  | Норвегія           | 1      | 0      | 0      | 1       |
| 2                  | Фінляндія          | 0      | 1      | 1      | 2       |
| Загалом (2 збірні) | Загалом (2 збірні) | 1      | 1      | 1      | 3       |

### Дисципліни
| Дисципліна             | Золото                  | Золото  | Срібло                        | Срібло  | Бронза                    | Бронза  |
| ---------------------- | ----------------------- | ------- | ----------------------------- | ------- | ------------------------- | ------- |
| Індивідуальні змагання | Том Сандберґ · Норвегія | 422.595 | Йоуко Кар'ялайнен · Фінляндія | 416.900 | Юкка Юліпуллі · Фінляндія | 410.825 |

## Країни-учасниці
У змаганнях з лижного двоборства на Олімпійських іграх у Сараєві взяли участь спортсмени 11-ти країн.
- Австрія (1)
- Фінляндія (3)
- Західна Німеччина (4)
- НДР (3)
- Японія (2)
- Норвегія (4)
- Швейцарія (1)
- Чехословаччина (2)
- СРСР (4)
- США (3)
- Югославія (1)